# J. Gresham Barrett

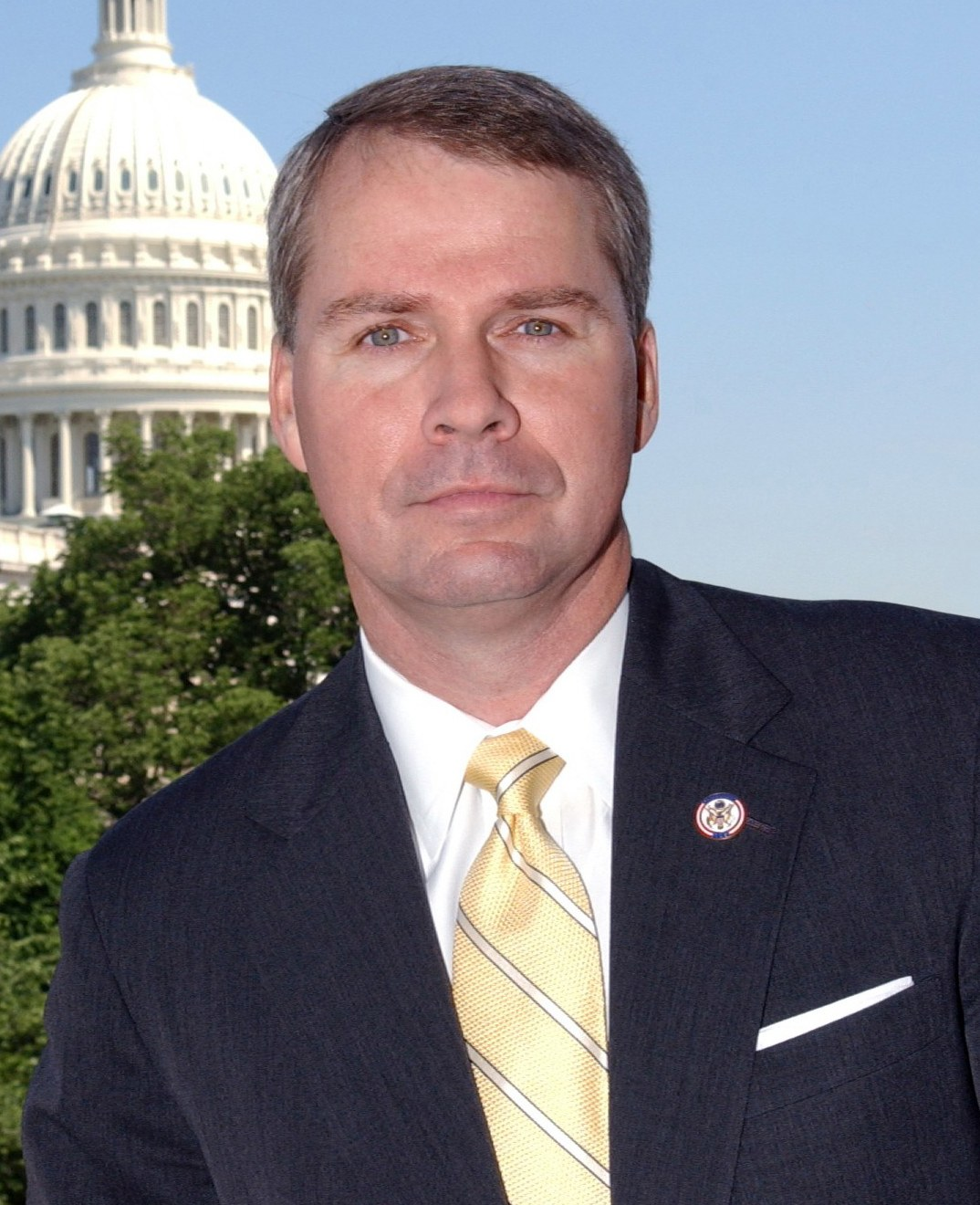
J. Gresham Barrett

James Gresham Barrett, född 14 februari 1961 i Westminster, South Carolina, är en amerikansk republikansk politiker. Han representerade delstaten South Carolinas tredje distrikt i USA:s representanthus 2003–2011.
Barrett avlade 1983 sin grundexamen vid militärhögskolan The Citadel. Han tjänstgjorde i USA:s armé 1983-1987.
Kongressledamoten Lindsey Graham kandiderade till USA:s senat i senatsvalet 2002 och vann. Barrett vann kongressvalet och efterträdde Graham i representanthuset i januari 2003. Han omvaldes tre gånger. Barrett besegrades av Nikki Haley i republikanernas primärval inför guvernörsvalet i South Carolina 2010. I januari 2011 efterträddes han sedan som kongressledamot av Jeff Duncan.